# Ekonomia uczestnicząca
Ekonomia uczestnicząca albo ekonomia partycypacyjna lub parecon (od ang. par-ticipatory econ-omics) – system gospodarczy, w którym podstawowym mechanizmem alokacji zasobów jest partycypacyjne podejmowanie decyzji. W jego ramach zakres wpływu jednostki lub grupy na proces decyzyjny jest proporcjonalny do stopnia, w jakim dana decyzja ich dotyczy. System ten stanowi formę socjalistycznej, zdecentralizowanej gospodarki planowej, opartej na wspólnej własności środków produkcji. Ekonomia partycypacyjna jest proponowaną alternatywą wobec kapitalizmu oraz scentralizowanego planowania. Koncepcja ta jest ściśle związana z działalnością teoretyka politycznego Michaela Alberta oraz ekonomisty Robina Hahnel, który określa ją jako anarchistyczną wizję ustroju gospodarczego.
Podstawowe wartości, które ma wprowadzić w życie, to sprawiedliwość, solidarność, różnorodność, samorządność i efektywność. W celu ich osiągnięcia proponuje następujące instytucje i zasady:
- samorządne rady producentów i konsumentów;
- w celu zapewnienia każdemu pracownikowi zdobycia doświadczenia i pełnego uczestnictwa w podejmowaniu decyzji „zrównoważone pakiety pracy”, łączące role osoby decydującej i „zwykłego pracownika”;
- wynagrodzenie „według wysiłku i poświęcenia”, a nie według siły przetargowej, własności albo wkładu w produkcję;
- „partycypacyjne planowanie” jako sposób alokacji, planowanej przez rady producentów i konsumentów na drodze iteracji.

Powyższe cztery elementy mają zagwarantować minimum hierarchii oraz maksimum przejrzystości w dyskusjach i podejmowaniu decyzji.
Albert i Hahnel podkreślają, że ekonomii uczestniczącej, jako alternatywnej teorii ekonomicznej, muszą towarzyszyć analogiczne projekty dotyczące polityki, kultury i relacji międzyludzkich. Pracę nad partycypacyjną wizją polityczną rozpoczął Stephen R. Shalom, nazywając ją „polityką uczestniczącą” (parpolity od ang. participatory politics). Jako możliwe zasady przyszłych alternatywnych projektów w tych sferach społecznych dyskutowane są elementy anarchizmu w sferze politycznej, polikulturalizmu w sferze kultury i feminizmu w sferze rodziny oraz gender.

## Struktura instytucjonalna gospodarki uczestniczącej
Jednym z najważniejszych założeń ekonomii uczestniczącej jest to, że wszyscy powinni mieć udział w decyzjach proporcjonalny do stopnia, w jakim te decyzje ich dotyczą. Robin Hahel wyjaśnia tę zasadę na przykładzie zanieczyszczenia środowiska:
„jeśli tylko mieszkańcy dzielnicy II Waszyngtonu sądzą, że wpływają na nich niekorzystnie zanieczyszczenia produkowane przez dzielnicę II, wówczas [decyzje podejmuje się na poziomie] dzielnicy II. Ale jeśli federacja mieszkańców wszystkich dzielnic Waszyngtonu uznaje, że substancje zanieczyszczające w dzielnicy II oddziałują na mieszkańców wszystkich dzielnic, wtedy [decyzje podejmuje] całe miasto Waszyngton. (…) Jednakże powyższa procedura w rocznym procesie planowania chroni środowisko wystarczająco tylko wtedy, gdy obecni mieszkańcy rejonu są jedynymi, którzy ponoszą negatywne konsekwencje. Jest tak faktycznie w przypadku niektórych substancji zanieczyszczających środowisko, ale często konsekwencje obecnego zanieczyszczenia środowiska ponoszą następne pokolenia. Interesy przyszłych pokoleń muszą być chronione w długookresowym procesie partycypacyjnym oraz przez aktywny ruch ekologiczny.”
Tę zasadę podejmowania decyzji często określa się mianem samorządu. W ekonomii uczestniczącej zajęła ona miejsce wolności ekonomicznej, ponieważ zdaniem zwolenników pareconu ta ostatnia jest nieodpowiednią i błędną koncepcją, niedającą żadnych wskazówek zachowania w sytuacjach, gdy wchodzi ze sobą w konflikt wolność różnych osób.

## Rady producentów i konsumentów
Rady konsumentów i producentów, gdzie poszczególne osoby uczestniczą w obu rodzajach rad, mają być instytucjami wprowadzającymi w życie powyższe zasady podejmowania decyzji.
Z terytorialnego punktu widzenia te rady pokrywałyby się z radami dzielnicowymi, radami miast albo regionów oraz kraju. Decyzje zapadałyby albo na mocy konsensusu, albo głosami większości, względnie w jakiś inny sposób zgodny z ogólną zasadą podejmowania decyzji (w zależności od tego, co poszczególne rady uznają za najodpowiedniejsze).
Decyzje dotyczące spraw lokalnych zapadałyby w radzie konsumentów dzielnicy albo miasta, prawdopodobnie w porozumieniu z radami producentów miasta i kraju. Ogólnokrajowe decyzje, dotyczące na przykład systemu transportowego, byłyby dyskutowane przez radę krajową radę konsumentów, prawdopodobnie w porozumieniu z miejską radą producentów, gdzie produkowane są materiały, albo ogólnokrajowych czy międzynarodowych radach producentów.
Rady producentów odpowiadałyby radom zakładowym, a zakłady o podobnym profilu łączyłyby się na coraz wyższych poziomach.

## Wynagrodzenie za wysiłek i poświęcenie
Zwolennicy ekonomii uczestniczącej twierdzą, że wynagradzanie ludzi za ich urodzenie albo cechy dziedziczne, za posiadaną własność lub wrodzoną inteligencję jest zarówno niesprawiedliwe, jak i nieefektywne. Zamiast tego proponują wynagrodzenie za wysiłek i poświęcenie. Ktoś pracujący w kopalni – co jest niebezpieczne, nieprzyjemne i nie pozwala pracownikom na sprawowanie kontroli – miałby wyższe dochody niż ktoś, kto tak samo długo pracuje w biurze, co pozwoliłoby górnikowi pracować krócej, a obciążenia związane z niebezpieczniejszą i bardziej męczącą pracą rozkładałyby się wśród całej populacji.
Ekonomia uczestnicząca pozostawia jednak pewne pole manewru, jeśli chodzi o odstępstwa od zasady wynagrodzenia za wysiłek. Osoby z przyczyn fizycznych niezdolne do pracy, dzieci, emeryci itp. mogliby być wynagradzani według potrzeb. Oprócz tych wyjątków wszystkie osoby zdolne do pracy są do niej zobligowane, jeśli chcą otrzymywać dochód.
Punktem wyjścia, jeśli chodzi o dochody wszystkich pracowników, jest równy udział w produkcie społecznym w formie równych praw do konsumpcji dóbr prywatnych i publicznych oraz usług. Dochody mogą się jednak różnić w zależności od tego, czy ktoś woli pracować dłużej czy krócej, a także od tego, jak pracę tej osoby oceniają jej współpracownicy.

## Planowanie uczestniczące
Każdy okres zaczynałby się od ogłoszenia przez rady wsparcia iteracji (RWI) „cen indykatywnych”, odzwierciedlających szacowane krańcowe koszty alternatywne dla wszystkich dóbr i usług, dóbr inwestycyjnych, surowców i kategorii pracy. Używając tych cen jako punktu odniesienia, obywatele proponowaliby swoją własną konsumpcję i braliby udział w formułowaniu zbiorowych propozycji konsumpcji w dzielnicach, miastach i dalszych poziomach federacji. Rady zakładowe, rady branżowe i federacje producentów odpowiadałyby propozycjami dotyczącymi poziomu produkcji oraz nakładów, jakie byłyby im potrzebne.
W oparciu o te propozycje rady wsparcia obliczałyby następnie nadwyżki popytu i podaży, korygując cenę indykatywną dóbr, usług itd. Korzystając z nowych cen indykatywnych, rady i federacje konsumentów oraz pracowników rewidowałyby swoje propozycje. Poszczególne rady producentów i konsumentów rewidowałyby je aż do momentu, gdy jedna z nich zostanie zaakceptowana przez inne.
Iteracje następowałyby według jakiejś wcześniej ustalonej metody, która umożliwiałaby zbieżność w rozsądnym czasie. Wykonalny plan dla gospodarki pojawia się wówczas, kiedy nie ma już nadwyżki popytu nad podażą dla dóbr, kategorii pracy, nakładów albo zasobów.
Rady wsparcia powinny działać w sposób maksymalnie przejrzysty, a ich możliwości mediacji byłyby ustalane przez rady biorące udział w całym procesie. Faktyczne decyzje odnośnie do formułowania i wprowadzania planu zapadałyby w radach konsumentów i producentów.

## Pakiety pracy
Niektóre zadania i rodzaje pracy są przyjemniejsze niż inne oraz umożliwiają sprawowanie większej kontroli nad własną pracą. W celu osiągnięcia sprawiedliwego podziału pracy ekonomia partycypacyjna proponuje więc, aby wszyscy mieli zestaw zadań („pakiet pracy”) które razem wzięte byłyby przyjemne i dające kontrolę na przeciętnym poziomie (byłyby „zrównoważone”).
Jeśli ktoś na przykład pracuje przez rok w radzie wsparcia, musiałby następnie wykonywać mniej przyjemną pracę przez następny rok, inaczej nie otrzymywałby wynagrodzenia wyższego niż standardowe. Ma to być gwarancja, że nie pojawi się klasa koordynatorów.

## Przykłady
Na bazie zasad ekonomii uczestniczącej zostało założonych kilka firm:
- South End Press, wydawnictwo z Bostonu
- Z Communications, grupa medialna
- The Old Market Autonomous Zone, centrum w Winnipeg, w którym prowadzonych jest kilka przedsięwięć, m.in. Mondragon Cafe (księgarnia i restauracja), Rudolf Rocker Cultural Centre, G7 Welcoming Committee Records, biblioteka i in.
- portale internetowe Organization for Autonomous Communications[3] i The NewStandard[4]
- Underground Cafe and Alternative Bookstore, restauracja i księgarnia we Fredericktown

## Inne źródła
- Looking Forward: Participatory Economics for the Twenty First Century, Albert i Hahnel, South End Press, 1991 r.
- The Political Economy of Participatory Economics, Albert i Hahnel, Princeton University Press, 1991
- Moving Forward: Program for a Participatory Economy, Albert, AK Press, 1997
- Ekonomia uczestnicząca: życie po kapitalizmie, Albert, Poznań 2007